# Байас, Лен
Леонард Кевин «Лен» Байас (англ. Leonard Kevin "Len" Bias; 18 ноября 1963 года в Ландовере, Мэриленд — 19 июня 1986 года в Ривердейле, Мэриленд) — американский баскетболист, который был выбран под общим 2-м номером на драфте НБА 1986 года клубом «Бостон Селтикс», скончался через два дня после драфта от передозировки наркотиков. В 2021 году Байас был включён в Зал славы студенческого баскетбола.

## Биография
Байас — сын Лонис и Джеймса Байаса и старший брат Джея. Родился 18 ноября 1963 года в городе Ландовер, штат Мэриленд, США. Учился в северо-западной средней школе в Хайатсвилле, Мэриленд. По окончании школы поступил в Мэрилендский университет в Колледж-Парке. Учась в университете он был включен во всеамериканскую команду.

### Драфт НБА
17 июня 1986 года Байас был выбран действующим чемпионом лиги «Бостон Селтикс» под вторым общим номером на ежегодном драфте, который проходил в Нью-Йорке на арене «Мэдисон-сквер-гарден». Президент «Селтикс» Рэд Ауэрбах ещё в 1984 году получил право выбора на драфте у «Сиэтл Суперсоникс», обменяв на него Джеральда Хендерсона.
18 июня Байас вместе с отцом вылетели в Бостон из Вашингтона на традиционное представление игроков. Там же Байас подписал контракт с фирмой Reebok на 3 млн долларов. Позже в этот же день его отец улетел обратно в Вашингтон, где дал короткую пресс-конференцию в Национальном аэропорту Вашингтона местным СМИ.

## После смерти

### Суд
25 июля 1986 года друг Байаса Брайан Триббл был обвинён в хранении кокаина и хранении кокаина с целью его продажи, а его бывшие товарищи по команде Терри Лонг и Дэвид Грегг  в хранении кокаина и препятствии суду. 31 июля Лонг и Грегг были исключены из команды. В августе все трое обвиняемые признали себя невиновными.
20 октября 1986 года прокуратура сняла все обвинения с Лонга и Грегга в обмен на свидетельские показания против Триббла. 30 октября большое жюри добавило ещё три обвинения против Триббла: одно в заговоре с целью помешать отправлению правосудия и два в создании помех правосудию.
30 октября Кеннет Марк Фоббс, проживавший в одной комнате с Трибблом, был обвинён в даче ложных показаний перед большим жюри о времени, когда он последний раз видел Триббла. 24 марта 1987 года штат снял обвинения с Фоббса, а 3 июня 1987 года жюри вынесло оправдательный приговор Трибблу, сняв с него все обвинения по делу Байаса.
В октябре 1990 года Триббл был признан виновным как наркоторговец. Он заключил договор с правительством и до 15 июля 1993 года оставался на свободе. Позже он был отправлен в тюрьму на срок 10 лет и 1 месяц.
В 1998 году Конгресс США принял жёсткий закон о борьбе с наркотиками, известный как «Закон Лена Байаса». Он был поддержан обеими партиями и усиливал предыдущие законы о наркотиках, предусматривая более жесткие меры наказания и расширяя программу DARE.

### Университет Мэриленда
Из-за обстоятельств смерти Байаса университет Мэриленда и его спортивная программа оказались в центре большого расследования, которое показало, что несмотря на то, что Байас использовал все свои привилегии спортсмена, ему не хватало 21 кредита. 26 августа 1986 года прокурор штата Артур Маршалл-младший заявил, что через несколько часов после смерти Байаса, главный тренер университетской баскетбольной команды Лефти Дризелл сказал игрокам, чтобы те убрали наркотики из комнаты Лена в общежитии. Через два дня отец Байаса, Джеймс, обвинил университет и Дризелла в игнорировании академического статуса своих спортсменов. Позже Национальная ассоциация студенческого спорта начала своё собственное расследование.
Разбирательство вынудило спортивного директора Дика Далла уйти со своего поста 7 октября 1987 года, а 29 октября в отставку ушёл Дризелл, проработавший тренером «Террапинс» 17 лет. Большое жюри, рассматривавшее дело Байаса, опубликовало свой окончательный отчёт 26 февраля 1987 года, в котором была работа спортивного департамента университета Мэриленда, приёмной комиссии и полиции кампуса была подвергнута критике. По результатам расследования, NCAA установило трёхлетний испытательный срок мужской баскетбольной программе университета. «Террапинс» были отстранены от показа по телевидению на один год и лишены спортивных стипендий. После этого университет Мэриленда ввёл строгие стандарты допуска для всех студентов-спортсменов.

### Джей Байас
5 декабря 1990 года младший брат Байаса, Джеймс Стэнли «Джей» Байас III, подающий надежды молодой баскетболист, был застрелен на стоянке возле площади принца Георга рядом с торговым центром, расположенным всего в нескольких милях от университета Мэриленда. Два стрелка выстрелили несколько раз в машину, в которой находился Джей и два его друга. В результате две пули попали в спину Джея. Он был доставлен в тот же госпиталь, где умер его брат Лен, и там же скончался. Джей Байас был похоронен рядом со своим братом на мемориальном кладбище имени Линкольна.

### Фильм
Фильм о жизни Байаса, снятый режиссёром Кирком Фрэйзером, был показан на кинофестивале «Сандэнс» в 2008 году, а официальный выход его состоялся 19 июня 2009 года. 3 ноября 2009 года телевизионная сеть ESPN выпустил документальный фильм «Without Bias». Лента стала частью серии документальных фильмов 30 событий за 30 лет, посвященных тридцатилетнему юбилею сети.